# Barnsley Central (circonscription britannique)
Circonscription parlementaire de la Chambre des communes
La circonscription de Barnsley Central est une circonscription de la Chambre des communes du Parlement britannique, située dans le Yorkshire du Sud.

## Députés
| Période      | Période         | Identité     | Étiquette                           | Qualité        |
| ------------ | --------------- | ------------ | ----------------------------------- | -------------- |
| 9 juin 1983  | 11 juin 1987    | Roy Mason    | Parti travailliste                  |                |
| 12 juin 1987 | 8 février 2011  | Eric Illsley | Parti travailliste puis indépendant | Démissionnaire |
| 3 mars 2011  | 6 novembre 2019 | Dan Jarvis   | Parti travailliste                  |                |